# Kendall Taylor
Edgar Kendall Taylor CBE (Sheffield, 27 juillet 1905 – Wimbledon, 5 décembre 1999) est un pianiste britannique, qui a eu une carrière internationale en tant que soliste et en Angleterre, il était bien connu pour ses concerts diffusés sur la BBC et pour ses récitals et des émissions pour les troupes au cours de la seconde Guerre Mondiale. Il a exercé pendant 63 ans sa carrière de professeur et pédagogue au Royal College of Music,,,,.

## Biographie
Kendall Taylor naît à Sheffield, en Angleterre. Il fait ses débuts en concert à l'âge de six ans en accompagnant son père, le célèbre violoncelliste, Maurice Taylor. Pour sa première apparition avec un orchestre professionnel à douze ans, il interprète le concerto en ré mineur, K. 466 de Mozart. Il est élève de Vera Dawson, elle-même disciple d'Iwan Knorr, un étudiant de Johannes Brahms. En 1923, il remporte une bourse d'études et entre au Royal College of Music (RCM), ou il étudie le piano avec Herbert Fryer (un élève de Ferruccio Busoni), la composition avec Gustav Holst et la direction d'orchestre avec Adrian Boult et Malcolm Sargent.

### Carrière
Encore étudiant à la RCM, il joue des concertos avec de grands orchestres britanniques diffusés à la BBC
En 1926, il donne son premier concert professionnel lors d'un concert promenade Concert sous la direction d'Henry Wood. Sa première apparition parmi les 26, en tant que pianiste soliste lors d'un concert promenade — où il fut deux fois soliste pour le la dernière nuit des Proms. En 1929, il est nommé professeur de piano à la RCM, où il continue à enseigner pendant 63 ans, jusqu'à sa retraite en 1993.
En 1938, il rejoint le Trio Grinke, avec le violoniste Frederic Grinke et la violoncelliste Florence Hooton. Il se produit également en duos avec Grinke ou Hooton.
Au cours de la seconde Guerre Mondiale, il donne de nombreux concerts radiophoniques et récitals pour les troupes avec l’Entertainments National Service Association [Association nationale de service de divertissements]. Il voyage beaucoup et se produit souvent à plusieurs endroits tous les jours.
Après la guerre, il joue lors de fréquents voyages à l'étranger, notamment aux États-unis, au Canada, en Australie et en Afrique du Sud, avec de nombreux grands orchestres, y compris des œuvres des compositeurs du XXe siècle. Il joue en Grande-Bretagne et en Europe avec les grands chefs d'orchestre, notamment, Klempereur, Barbirolli, Boult, Sargent et Colin Davis. En 1947, il est choisi par Barbirolli, comme soliste, lors de concerts à Vienne avec l'orchestre philharmonique de Vienne. Il donne des récitals dans tous les pays qu'il visite, créant de nouvelles œuvres, notamment de compositeurs Britanniques.

### Enseignant
Taylor a travaillé comme professeur à la MRC de 1929 à 1993. Il donne également des conférences à travers le monde et est membre de jurys de concours. Parmi ses élèves les plus brillants, citons : Rose Goldblatt, Ireneus Zuk, Jan Latham-Koenig, Yu Chun-Ye, Dusan Trbojevic, Yonty Salomon, Tony Hewitt, Michael Redshaw, Carl Rütti, Enloc Wu, Vanessa Latarche, Andrew Ball, Kathryn Stott, Piers Lane, Howard Shelley, Paul Stewart et Hilary Macnamara.
Plus tard, il donné de nombreuses conférences-récitals, en se concentrant particulièrement sur la vie et l'œuvre de Beethoven. Il fonde un prix Beethoven destiné aux pianistes de la MRC.
Après sa mort, une bourse d'études, Kendall Taylor Award, est créé en sa mémoire pour parrainer les études à la RCM de pianistes britanniques.

### Vie personnelle
Taylor a été marié deux fois. Il a rencontré sa seconde épouse, Mirjana, lors d'une tournée de concerts dans des Balkans, en 1947. Ils ont été mariés pendant près de 50 ans. Mirjana meurt le 17 mai 2007. Kendall Taylor a eu une fille et une belle-fille, qui ont étudié à la RCM. Ses deux petits-enfants sont tous musiciens professionnels.

## Honneurs
- 1982 : nommé Commandeur de l'Ordre de l'Empire britannique (CBE)
- 1982 : nommé président de l'EPTA (royaume-UNI)
- 1993 : Président fondateur, du Piano de Beethoven de la Société de l'Europe
- Vice-président et doyen du Royal College of Music, pendant plusieurs années et jusqu'à sa retraite
- Honorable professeur de l'Académie de Musique de Belgrade
- Honorable membre de la Royal Academy of Music

## Publications
- Principles of Piano Technique and Interpretation, Novello, 1981
- Une édition annotée de l'intégrale des Sonates pour piano de Beethoven, 4 vol., Allans, Australie, 1987
- De nombreux articles dans des revues (par exemple, Piano Journal, Arietta, etc.)
- Compositions pour voix et piano

## Enregistrements
En plus des enregistrements commerciaux, il existe de nombreux enregistrements d'émissions et de concerts, conservés dans les archives de la BBC et de la National Sound Archive à la British Library.
- John Ireland, Phantasie Trio (1908), Trio n° 3 en mi majeur (1938) et The Holy Boy - avec Florence Hooton (violoncelle) et Frederic Grinke (violon)
- Frank Bridge, Phantasy trio
- Beethoven, Trio en mi-bémol majeur, op 70 n° 2
- Stanford, Trio
- Dvořák, Sonatine en sol majeur, op 100 - avec Frederic Grinke
- Mozart, Sonates pour violon et piano - avec Frederick Grinke (Decca)
- Beethoven, Sonates pour piano, op 109 à 111 (Meridian)